# People, I've Been Sad
People, I've Been Sad è un singolo della cantante francese Christine and the Queens, pubblicato il 5 febbraio 2020 come primo estratto dal nono EP La vita nuova.

## Accoglienza
Kory Grow di Rolling Stone ha paragonato il singolo al precedente Damn, dis-moi. Stacy Anderson di Pitchfork ha lodato la sua natura intima.